# Лилијана
Лилијана је женско име које се јавља међу словенским народима, али се појављује и као варијанта имена Lillian на енглеском говорном подручју. У Србији је изведено од имена Љиљана. Постоји у католичком календару, као име шпанске мученице, преминуле 27. јула 852. године.

## Популарност
Ово име је од 1970. међу првих 1.000 имена у САД; од 1990. међу првих 400, а од 2005. међу првих 200 по популарности. У Словенији је ово име на 169. месту према учесталости. У јужној Аустралији је било међу првих 700 имена 2003. године.